# Svarttjärnen (Säbrå socken, Ångermanland, 694503-159944)
Svarttjärnen är en sjö i Härnösands kommun i Ångermanland och ingår i Gådeåns huvudavrinningsområde.